# 하이킥 시리즈
《하이킥 시리즈》는 김병욱 PD의 작품으로 해당 시트콤은 3시리즈로 구성되어 있다.
- 《거침없이 하이킥!》
- 《지붕뚫고 하이킥!》
- 《하이킥! 짧은 다리의 역습》